# 南米サッカー連盟
南米サッカー連盟（なんべいサッカーれんめい、西: Confederación Sudamericana de Fútbol、葡: Confederação Sul-Americana de Futebol）は、南アメリカにおける各国の協会を統括する、国際サッカー連盟（FIFA）傘下のサッカーの大陸連盟。略称はCONMEBOL（コンメボル）。パラグアイの首都アスンシオン近郊にあるルケに本部を置く。1916年に設立され、10協会が加盟している。

## 沿革
- 1916年 - アルゼンチンが独立100周年を記念してウルグアイ、ブラジル、チリの各国サッカー協会を招待して開催した大会（非公式なコパ・アメリカ）が元になっている。また、世界で最初に創設されたサッカー大陸連盟である。10協会が加盟[1]。
- 1919年 - 正式にコパ・アメリカ（旧称：南米選手権）を開始した。
- 1952年 - ベネズエラ加盟以降は新規加盟を認めておらず、ガイアナ・スリナム・フランス領ギアナの「ギアナ三国」は、南米大陸に位置するものの、CONMEBOLではなく北中米カリブ海サッカー連盟（CONCACAF）ならびにその傘下のカリブ海サッカー連合に属している。これは、CONMEBOLの加盟国がいずれもかつてはスペインまたはポルトガルの植民地であったのに対し、ギアナ三国の旧宗主国はそれぞれイギリス、オランダ、フランスであるという歴史的・文化的な違いがあり、また、実際にギアナ三国はむしろカリブ海諸国とのつながりの方が強いという事情がある。

## 加盟国・地域
| FIFAコード | 協会・連盟   | 設立年 | FIFA 加盟年 | CONMEBOL 加盟年 | A代表                                     | 1部リーグ                             |
| ---------- | ------------ | ------ | ----------- | --------------- | ----------------------------------------- | ------------------------------------- |
| ARG        | アルゼンチン | 1893年 | 1912年      | 1916年          | アルゼンチン男子代表 アルゼンチン女子代表 | リーガ・プロフェッショナル            |
| BOL        | ボリビア     | 1925年 | 1926年      | 1926年          | ボリビア男子代表 ボリビア女子代表         | ディビジョン・プロフェシオナル        |
| BRA        | ブラジル     | 1914年 | 1923年      | 1916年          | ブラジル男子代表 ブラジル女子代表         | カンピオナート・ブラジレイロ・セリエA |
| CHI        | チリ         | 1895年 | 1913年      | 1916年          | チリ男子代表 チリ女子代表                 | カンピオナート・betsson               |
| COL        | コロンビア   | 1924年 | 1936年      | 1936年          | コロンビア男子代表 コロンビア女子代表     | リガ・BetPlay・ディマヨル             |
| ECU        | エクアドル   | 1925年 | 1926年      | 1927年          | エクアドル男子代表 エクアドル女子代表     | リーガ・プロ・Bet593                  |
| PAR        | パラグアイ   | 1906年 | 1925年      | 1921年          | パラグアイ男子代表 パラグアイ女子代表     | プリメーラ・ディビシオン              |
| PER        | ペルー       | 1922年 | 1924年      | 1925年          | ペルー男子代表 ペルー女子代表             | リーガ1・betsson                      |
| URU        | ウルグアイ   | 1900年 | 1923年      | 1916年          | ウルグアイ男子代表 ウルグアイ女子代表     | カンペオナート・ウルグアージョ        |
| VEN        | ベネズエラ   | 1925年 | 1952年      | 1953年          | ベネズエラ男子代表 ベネズエラ女子代表     | リーガ・ベネゾラーナ                  |

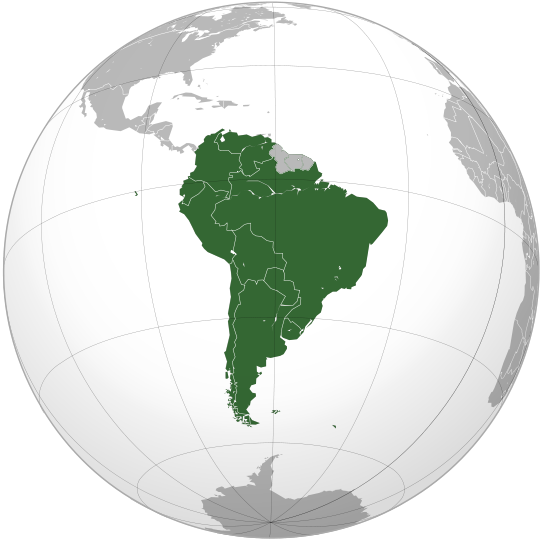
CONMEBOLに加盟する国

- 地理上では南米大陸に属しているフランス領ギアナ、ガイアナ、スリナムの3か国については、当連盟ではなく北中米カリブ海サッカー連盟（CONCACAF）と、その地域分科会であるカリブ海サッカー連合（CFU）に加盟している。うち、仏領ギアナは2023年現在FIFAには加盟していない。
- フォークランド島民は海外で生まれたイギリス国民であるため、本国4カ国（イングランド代表、スコットランド代表、アイルランド代表、ウェールズ代表）、またはアルゼンチン代表のいずれかを選択する権利がある。
- 上記10ヵ国の中でFIFAワールドカップ本大会への出場経験がないのは、ベネズエラのみとなっている。

## 大会一覧

### ナショナルチーム
| 男子: - CONMEBOLコパ・アメリカ - フィナリッシマ - 南米ユース選手権 - 南米U-17選手権 - 南米U-15選手権 | 女子: - コパ・アメリカ・フェメニーナ - 女子フィナリッシマ - U-20スダメリカーノ・フェメニーノ - U-17スダメリカーノ・フェメニーノ |

### クラブチーム
| 男子: - CONMEBOLリベルタドーレス - CONMEBOLスダメリカーナ - CONMEBOLレコパ - UEFA-CONMEBOLクラブチャレンジ - U-20コパ・リベルタドーレス - U-20インターコンチネンタルカップ | 女子: - コパ・リベルタドーレス・フェメニーナ |

### フットサル
| 男子: - コパ・アメリカ・デ・フットサル - フットサル・フィナリッシマ - 南米U-20フットサル選手権 - コパ・リベルタドーレス・デ・フットサル | 女子: - コパ・アメリカ・フェメニーナ・デ・フットサル |

### ビーチサッカー
- CONMEBOLビーチサッカー選手権

### 廃止された大会
- インターコンチネンタルカップ
  - 1960年-2004年。コパ・リベルタドーレスと欧州のUEFAチャンピオンズリーグの優勝クラブ同士が対戦。
- スーペルコパ・デ・カンペオネス
  - 1968年-1969年。インターコンチネンタルカップの過去の優勝クラブが参加。
- コパ・インテラメリカーナ
  - 1968年-1998年。コパ・リベルタドーレスと北中米カリブ海のCONCACAFチャンピオンズカップの優勝クラブ同士が対戦。2024年に復活予定。
- コパ・ガナドーレス・デ・コパ
  - 1970年-1971年。各国のカップウィナーやコパ・リベルタドーレス出場権のないクラブが参加。
- スーペルコパ・リベルタドーレス
  - 1988年-1997年。コパ・リベルタドーレスの過去の優勝クラブが参加。
- コパCONMEBOL
  - 1992年-1999年。
- コパ・マステル・デ・スーペルコパ
  - 1992年-1994年。スーペルコパ・スダメリカーナの過去の優勝クラブが参加。
- コパ・オーロ
  - 1993年-1996年。コパCONMEBOL、コパ・リベルタドーレス、コパ・マステル・デ・スーペルコパ、スーペルコパ・スダメリカーナの過去の優勝クラブが参加。
- コパ・マステル・デ・CONMEBOL
  - 1995年-1996年。コパCONMEBOLの過去の優勝クラブが参加。
- コパ・メルコスール
  - 1998年-2001年。南部各国のクラブが参加。
- コパ・メルコノルテ
  - 1998年-2001年。北部各国のクラブが参加。
- Jリーグカップ/コパ・スダメリカーナ王者決定戦
  - 2008年-2019年。旧称：スルガ銀行チャンピオンシップ、Jリーグカップとコパ・スダメリカーナの優勝クラブ同士が対戦。

## 表彰
- 南米年間最優秀選手賞
- 南米年間最優秀監督賞